# Числик
Числик (англ. chislic или chislick) — американское блюдо, состоящее из нарезанных кубиками кусочков красного мяса, обычно баранины или ягнятины, хотя можно использовать дичь, такую как оленина и даже стейк из говядины. Числик особенно популярен в штате Южная Дакота, и был объявлен официальным снэком штата в марте 2018 года.

## Этимология
Слово «числик», возможно, происходит от тюркского слова «шашлык», которое происходит от слова «шиш кебаб». Числик, вероятно, был завезён в Соединённые Штаты Джоном Хеллуартом, иммигрировавшим из Крыма в округ Хатчинсон, Южная Дакота, в 1870-х годах.

## Приготовление
Числик состоит из обжаренных во фритюре кубиков баранины, ягнятины, говядины или оленины, с малой или средней прожаркой, посыпанных чесночной или другой солью, и поданных с зубочистками. Блюдо обычно подаётся горячим с крекерами. Существуют региональные различия: в Пирре мясо готовят в кляре; в Су-Фолсе его слегка присыпают мукой перед жаркой во фритюре и подают с острым соусом; возле Уотертауна c салатной заправкой Ranch dressing, в то время как соль со специями Lawry’s предпочтительнее рядом с Редфилдом.